# Jamie Walters

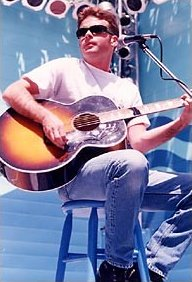
Jamie Walters in Six Flags in 1996

Jamie Walters (Boston, 13 juni 1969) is een Amerikaanse acteur, zanger en platenproducer.
Walters is vooral bekend van de Amerikaanse tienerserie Beverly Hills, 90210, waarin hij van 1994 tot 1996 Ray Pruit speelde.

## Carrière
Walters werd geboren in Boston, en groeide op in Marblehead (Massachusetts) Hij volgde een filmopleiding aan de Universiteit van New York en een acteursopleiding aan The Actors Space in New York.
Tijdens zijn studie werd hij ontdekt door een talentenjager, die hem een rol gaf in een reclamespotje van Levi's. Hierna verhuisde Walters naar Los Angeles om een acteer- en muziekcarrière te beginnen. Hij speelde een kleine rol in Everyday Heroes. Zijn filmdebuut kwam in 1991 met de film Shout met John Travolta en Heather Graham. Walters schreef de titelsong: 'Rockin the pad'.
In 1992 vroeg Aaron Spelling Walters voor de hoofdrol in de Fox-serie The Heights, waarin hij ook het themalied zong, 'How Do You Talk to an Angel'. Deze single kwam op nr. 1 van de Billboard Hot 100 in Amerika. Fox annuleerde de serie, maar het lied vormde de eerste stap in Walters' muziekcarrière, doordat Atlantic Records hem een contract aanbood.
In oktober 1994 schreef Spelling speciaal voor Walters een rol in de serie Beverly Hills, 90210, namelijk die van Ray Pruit, de muzikale vriend van Donna Martin. Walters speelde niet meer dan twee seizoenen in de serie, tot november 1996, omdat hij zich weer op zijn muziekcarrière wilde richten.
Op 20 september 1994 bracht Walters zijn debuutalbum uit, Jamie Walters. Het eerste nummer van dit album, Hold On, haalde nr. 16 in de Billboard Hot 100. Walters verscheen op MTV en andere muziekzenders om zijn cd te promoten en ging op tournee door het land. Hij verkocht meer dan een miljoen platen.
Walters woont tegenwoordig in Los Angeles, waar hij een opleiding tot verpleegkundige volgde. Hij werkt sinds 2004 als brandweerman-verpleegkundige bij de Los Angeles City Fire Department.
In 2009 verscheen Walters in het VH1-realityprogramma Confessions of a Teen Idol, waarin hij idolen begeleidde in hun carrière.

## Bandleden
- Leland Sklar – basgitaar
- Russ Kunkel – drums
- Gary Mallaber – drums
- Micheal Landau – gitaar
- Reb Beach – gitaar
- Zachary Throne – gitaar, achtergrondzang

## Relaties
Walters was in 1992 verloofd met actrice Drew Barrymore. Hij verbrak de verloving in 1993.
In 2008 trouwde Walters met een vrouw die hij had ontmoet in een ziekenhuis waar ze beiden werkten. Het echtpaar heeft drie dochters. Walters heeft nog een zoon uit een eerdere relatie.

## Filmografie

### Films
Uitgezonderd korte films.
- 2000 – The Mumbo Jumbo, als Thomas Doubting
- 1996 – God's Lonely Man, als Hustler
- 1995 – Burnzy's Last Call, als Shannon
- 1994 – Vanishing Son II, als Reggie Valmont
- 1994 – Vanishing Son IV, als Reggie Valmont
- 1992 – Bed & Breakfast, als Mitch
- 1991 – Shout, als Jesse Tucker
- 1990 – Everyday Heroes, als Erik Linderman

### Televisieseries
Uitgezonderd eenmalige gastrollen.
- 1999 - To Serve and Protect, als Jeremy (2 afl.)
- 1994-1996 - Beverly Hills, 90210, als Ray Pruit (40 afl.)
- 1991-1992 - The Young Riders, als Frank James (3 afl.)
- 1992 - The Heights, als Alex O'Brien (12 afl.)

## Albums
- 1995 - Jamie Walters
- 1997 - Ride
- 2002 - Believed

- Bibliothèque nationale de France: cb13991034j (data)
- Gemeinsame Normdatei: 134914996
- International Standard Name Identifier: 0000 0001 1960 1488
- Library of Congress Control Number: no2006103428
- MusicBrainz: 327b0c58-73d4-478d-841f-0a8813e9d618
- Nationale Bibliotheek van Tsjechië: xx0084147
- Nationale Bibliotheek van Israël: 987007401120305171
- SNAC: w6xq5x1z
- Virtual International Authority File: 169522690
- WorldCat: E39PBJy8vDcR8bbGkdbWcjdG73